# Jonathan Parker
Jonathan F. Parker (ur. 19 maja 1976) – angielski szachista, arcymistrz od 2001 roku.

## Kariera szachowa
W latach 1990–1994 trzykrotnie reprezentował Anglię na mistrzostwach świata juniorów do 16 i 18 lat. W 1994 r. zwyciężył w rozegranych w Edynburgu mistrzostwach Szkocji. W 1995 r. podzielił I m. w otwartych turniejach w Werfen (wspólnie z Andrijem Zontachem i Mathiasem Womacką) oraz w Hastings (edycja Summer Congress, za Suatem Atalik, wspólnie z m.in. Wołodymyrem Małaniukiem i Aleksandrem Oniszczukiem). W 1996 r. zdobył tytuł mistrza Wielkiej Brytanii juniorów do 21 lat oraz zajął IV m. (za Andriejem Szarijazdanowem, Liviu-Dieterem Nisipeanu oraz Siergiejem Djaczkowem) w rozegranych w Siófoku mistrzostwach Europy juniorów do 20 lat. W 1998 r. zwyciężył w turnieju Berliner Sommer w Berlinie. W 2000 r. uczestniczył w turnieju strefowym (eliminacji mistrzostw świata) w Mondariz, dzieląc VI miejsce. W 2006 r. podzielił III m. (za Jonathanem Rowsonem i Ketevan Arachamią-Grant, wspólnie z Danielem Gormallym, Markiem Hebdenem i Gawainem Jonesem) w mistrzostwach Wielkiej Brytanii, rozegranych w Swansea.
Najwyższy ranking w karierze osiągnął 1 lipca 2002 r., z wynikiem 2570 punktów zajmował wówczas 7. miejsce wśród angielskich szachistów.